# Stahlhelm
Stahlhelm (dobesedno jeklena čelada) je bila znamenita nemška vojaška čelada iz prve svetovne vojne, druge svetovne vojne in tudi hladne vojne. Čelado je leta 1915 na hanovrskem tehničnem inštitutu zasnoval dr. Friderich Schwerd kot odgovor na nova orožja, ki so med vojaki v strelskih jarkih povzročala veliko smrtnih in težkih poškodb glave. Zasnovana je bila na podlagi oblike nemških čelad iz srednjega veka.
V primerjavi s francosko čelado adrian in angleško brodie, ki sta bili izdelani iz navadnega jekla  je bila Stahlhelm izdelana iz jekla ki je imelo primesi silicija in niklja, kar je jeklu dajalo večjo trdnost in odpornost na sovražnikove šrapnele in ostale nevarne predmete, ki so leteli po zraku. Prvič je prišla v široko uporabo februarja 1916, ko se je na zahodni fronti že na veliko odvijala bitka za Verdun. Čeprav je bila to takrat najboljša čelada na bojišču je imela nekaj slabosti. Njena največja slabost je bila ta, da je vojakom omejevala sluh, nekaj težav pa je bilo tudi z zračniki na vrhu čelade. Na kraškem delu Soške fronte ta čelada avstro-ogrskih vojakov ni varovala le pred neposrednim artilerijskim ognjem, temveč tudi proti letečemu kamenju, ki so ga v vse strani metale razne eksplozije. Sprva so čelado barvali v sivih barvah nemške vojske, šele leta 1918 pa so uvedli kamuflažni vzorec v različnih odtenkih rjave barve, katere je ločevala črna črta.
Po vojni je čelada doživela številne konstrukcijske izboljšave in spremembe, tako da je iz osnovnega modela M1916 in M1917  nastala cela kopica novih modelov, ki so jih poleg nemške vojske uporabljale tudi druge vojske po vsem svetu. Po drugi svetovni vojni je Zahodna Nemčija opustila ta tip čelade, saj je predstavljal znak nemškega militarizma in agresije. Do leta 1972 so čelade uporabljale samo še enote obmejne straže in policija, medtem ko jih nemški gasilci uporabljajo še danes.  V nasprotju z zahodno Nemčijo pa se Nemška demokratična republika ni odrekla temu tipu čelade tako, da je po vojni začela razvijati nove modele, ki so bili v uporabi vse do združitve obeh Nemčij. Danes Stahlhelm v protokolarne namene uporablja le še čilska vojska.

## Modeli
- M1916 in M1917
- M1918
- Avstro-ogrski različici M17 in Berndorfer
- Madžarska verzija
- Turška verzija
- M1933
- M1935
- M1940
- Posebna padalska verzija
- M1942
- M1944
- M1945
- M1954 (vzhodnonemška verzija)
- M1956 (vzhodnonemška verzija)